# Улица Серова (Владикавказ)
Улица Серова — улица в городе Владикавказ, Северная Осетия, Россия. Находится в Иристонском муниципальном округе между улицами Ватутина и Академика Шёгрена. Начинается от улицы Ватутина.
Улицу Серова пересекает улица Щербакова.
Улица названа в честь советского военного лётчика, Героя Советского Союза Анатолия Серова (1910—1939).
Улица образовалась во второй половине XIX века. Впервые отмечена на «Плане города Орджоникидзе 1937 года» как 2-й Кузнечный переулок. В 1943 году упоминается на Плане города Орджоникидзе как переулок Серова и позднее — под наименованием улица Серова.

## Источник
- Владикавказ. Карта города, 2011.
- Кадыков А. Н. Улицы, переулки, площади и проспекты г. Владикавказа: справочник. — Владикавказ: Респект, 2010. — С. 323—324. — С. 512 — ISBN 978-5-905066-01-6
- Торчинов В. А., Владикавказ., Краткий историко-краеведческий справочник, Владикавказ, Северо-Осетинский научный центр, 1999, стр. 96, ISBN 5-93000-005-0